# Bello
Il bello è una categoria dell'estetica, che fin dall'antichità ha rappresentato uno dei tre generi supremi di valori, assieme al vero e al bene, codificati da Platone e rimasti sostanzialmente validi sino al Settecento, quando si abbandonarono i canoni fino ad allora in uso, ammettendo anche il «brutto» come categoria dell'estetica di cui tener conto, da relazionare dialetticamente al «bello». 

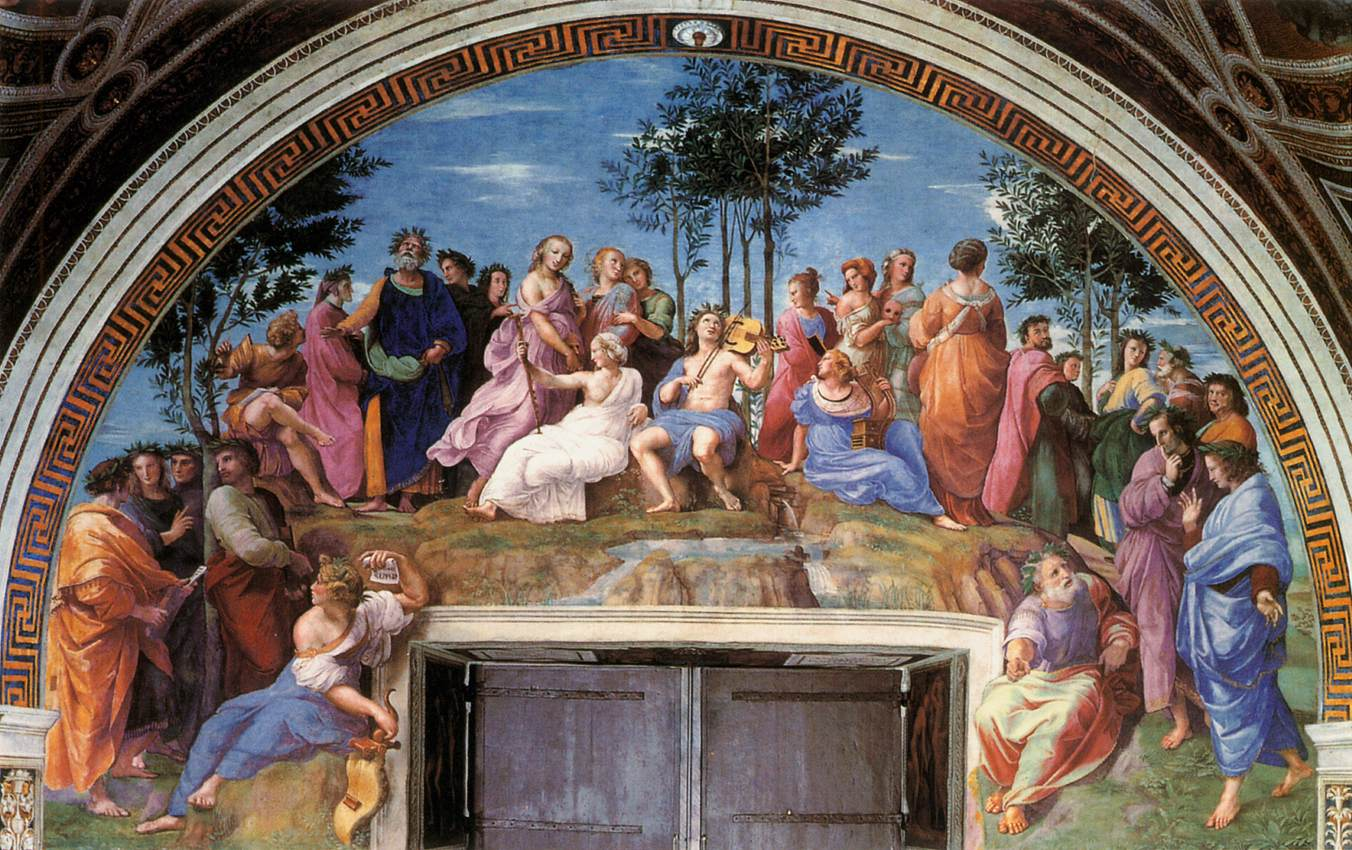
Il Parnaso di Raffaello ai Musei Vaticani, che raffigura l'ideale platonico del Bello.

Ciò che è bello si caratterizza per possedere la bellezza.

## Etimologia
Il termine deriva da quello latino bĕllus, avente il significato di «carino, grazioso», a sua volta derivante da *due- nŭlus, diminutivo di duenos, forma antica di bonus.

## Nozioni del bello nella storia
Per i Greci e per i Romani questo termine aveva un'estensione più ampia di quella attuale, poiché comprendeva non solo gli oggetti sensibili ma anche il principio spirituale, invisibile, che li rendeva tali, a cui ci si poteva elevare con l'ausilio del pensiero guidato dall'impulso di eros. Se gli antichi potevano fare a meno della nozione odierna di bello in senso stretto, era perché avevano termini specifici per il bello visibile, chiamato simmetria, come per il bello udibile, chiamato armonia.
Nell'antichità si formulò la tesi secondo la quale il bello consiste nella proporzione e nella appropriata disposizione delle parti. Tale teoria può essere fatta risalire già ai Pitagorici. Successivamente ci furono integrazioni, teorie supplementari, riserve che sfociarono nel XVIII secolo in una vera e propria crisi della teoria che aveva dominato per oltre due millenni, a causa sia dell'empirismo filosofico che degli influssi dell'Illuminismo e del Romanticismo.
L'oggetto della disputa si spostò sulla caratteristica oggettiva del bello. Ci si cominciò a chiedere se, quando si indica come bello un corpo, gli si riconosca una proprietà che effettivamente possiede o meno. Da una concezione fondamentalmente oggettivistica si passò quindi a una concezione soggettivistica che porterà poi all'attuale abbandono della ricerca di una rigorosa definizione del termine estetico bello.